# موزه پادی
موزه پادی (به انگلیسی: Paddy Museum) (مالایی:Muzium Padi) یک موزه در شهر الور ستار، منطقه کوتا ستار، ایالت کداح، مالزی است.

## تاریخچه
این ساختمان با هزینه‌ای برابر با ۲۴٫۷ میلیون رینگیت مالزی در زمین متعلق به ارگان توسعه کشاورزی مالزی ساخته شد. این موزه در روز ۱۲ اکتبر ۲۰۰۴ توسط عبدالحلیم معظم شاه سلطان کداح افتتاح شد.

## معماری
ساختمان موزه سه طبقه بوده و مساحت کل آن ۱۲٬۰۰۰ مترمربع است. این موزه شبیه پیمانه‌هایی از ساقه برنج برداشت شده است که توسط نقوش برنج زینت‌آرایی گردیده است. نقاشی‌های روی دیوار موزه توسط ۶۰ هنرمند از کره شمالی انجام گرفته است.

## نمایشگاه
این موزه فرایند کشت برنج در شالیزارهای مالزی، و ابزارآلات و تجهیزات مربوط به آن در دهه‌های گذشته را در معرض دید گذاشته است.